# Letea Veche
Letea Veche – wieś w Rumunii, w okręgu Bacău, w gminie Letea Veche. W 2011 roku liczyła 2926 mieszkańców.